# Neopseustis archiphenax
Neopseustis archiphenax är en fjärilsart som beskrevs av Edward Meyrick 1928. Neopseustis archiphenax ingår i släktet Neopseustis och familjen Neopseustidae. Inga underarter finns listade i Catalogue of Life.